# Caroline Redl
Caroline Redl (* 1965 in Hamburg) ist eine deutsche Schauspielerin.

## Leben
Caroline Redl wurde als Tochter des 2010 verstorbenen Schauspielers und Regisseurs Wolf Redl geboren. Dieser wiederum ist ein Stiefbruder des Schauspielers Christian Redl. 13-jährig stand Caroline Redl erstmals im Theater Bremen auf der Bühne, später auch gemeinsam mit ihrem Vater an der Berliner Schaubühne. Ebenfalls als Jugendliche war sie 1981 in dem Film Der Mond scheint auf Kylenamoe zum ersten Mal vor der Kamera zu sehen.
1984 machte Redl ihr Abitur und begann im Jahr darauf, Theatergeschichte an der Universität der Künste Berlin zu studieren. Im Anschluss daran nahm sie in London ein Schauspielstudium an der London University auf. 1988 ging Redl nach Paris und besuchte dort die Schauspielschule Le Studio Jack Garfein des gleichnamigen Schauspielers und Regisseurs. 2004 belegte sie an der New Yorker Tish School of Arts das Fach „Filmmaking“.
Während ihres Studiums in Berlin debütierte Caroline Redl 1985 auf der Kinoleinwand in der englischsprachigen Produktion Maschenka nach dem Roman von Vladimir Nabokov. Während ihrer mehrfachen Großbritannien-Aufenthalte wirkte sie auch in dortigen Produktionen mit, so in der Seifenoper EastEnders und in elf Folgen der Serie Jupiter Moon. In Deutschland war Redl wiederholt in prämierten Streifen zu sehen, wie dem Kinofilm Kinder der Landstrasse von Urs Egger oder Markus Imbodens Drama Ausgerechnet Zoé. Redl selber erhielt 1993 für ihre Leistung in dem Film Rund um die Liebe den Berner Filmpreis. Eine Hauptrolle hatte sie in Küß mich! von Maris Pfeiffer, in der Tatort-Episode Tini verkörperte sie 1991 die Titelfigur. Im Jahr 2000 war sie neben Bruno Ganz an einem Projekt von Clemens Klopfenstein mit Namen WerAngstWolf beteiligt, in dem Künstler an verschiedenen Orten klassische Theatertexte rezitieren.
Daneben ist Redl auch für den Hörfunk tätig, arbeitete Anfang der 1990er-Jahre als Sprecherin beim Bayerischen Rundfunk und spricht in TV-Produktionen.
Abseits der Schauspielerei ist Caroline Redl Gründerin des Coaching Ateliers in Berlin und betreibt Aikido. Sie lebt in Berlin.

## Filmografie (Auswahl)
- 1981: Der Mond scheint auf Kylenamoe
- 1987: Reichshauptstadt – privat
- 1987: Eurocops – Die Falle
- 1988: Tatort – Salü Palu
- 1991: Tatort – Tini
- 1992: Kinder der Landstrasse
- 1993: Rund um die Liebe
- 1994: Ausgerechnet Zoé
- 1994: Der Gletscherclan
- 1995: Küß mich!
- 1996: SK Babies – Blutige Verbindung
- 1997: Ein Mord für Quandt – Pech und Schwefel
- 1997: Todesspiel
- 1997–1998: Die Rettungsflieger (4 Folgen als Lisa Heitmann)
- 1997–2005 Ein Fall für zwei (3 Folgen)
- 1999: Wolffs Revier – Eine Mordsshow
- 1999: Tatort – Alp-Traum
- 2000: WerAngstWolf
- 2000: Balko – Kassensturz
- 2000: Stubbe – Von Fall zu Fall – Baby-Deal
- 2001: Wolffs Revier – Eindeutig Notwehr
- 2002: Für alle Fälle Stefanie (2 Folgen als Sandra Hartland)
- 2003: SOKO Leipzig – Die blinde Zeugin
- 2003: Die Sitte – Verbotene Lust
- 2004: Wilsberg – Der Minister und das Mädchen
- 2005: Doppelter Einsatz – Der Fluch des Feuers
- 2005: Der Ermittler – Eiskalter Mord
- 2007: Noch ein Wort und ich heirate dich!
- 2009: Flemming – Die Herrin der Gefühle
- 2011: SOKO Köln – Aufgeflogen!
- 2012: Der Kriminalist – Schamlos
- 2013: SOKO Wismar – Frau im Schatten
- 2013: Akte Ex – Ohne Spritze
- 2014: Der Usedom-Krimi – Mörderhus
- 2015, 2020: SOKO Stuttgart – Lügen, Herz - Dame
- 2016: SOKO Wismar – Ich liebe einen Mörder
- 2019: Beck is back! – Die Lehrerin
- 2020: Der Usedom-Krimi – Vom Geben und Nehmen

## Hörspiele
- 1981: Wenn man in den Keller geht, kann man das Meer sehen – Autor: Sebastian Goy – Regie: Manfred Marchfelder